# Cycliste letton de l'année

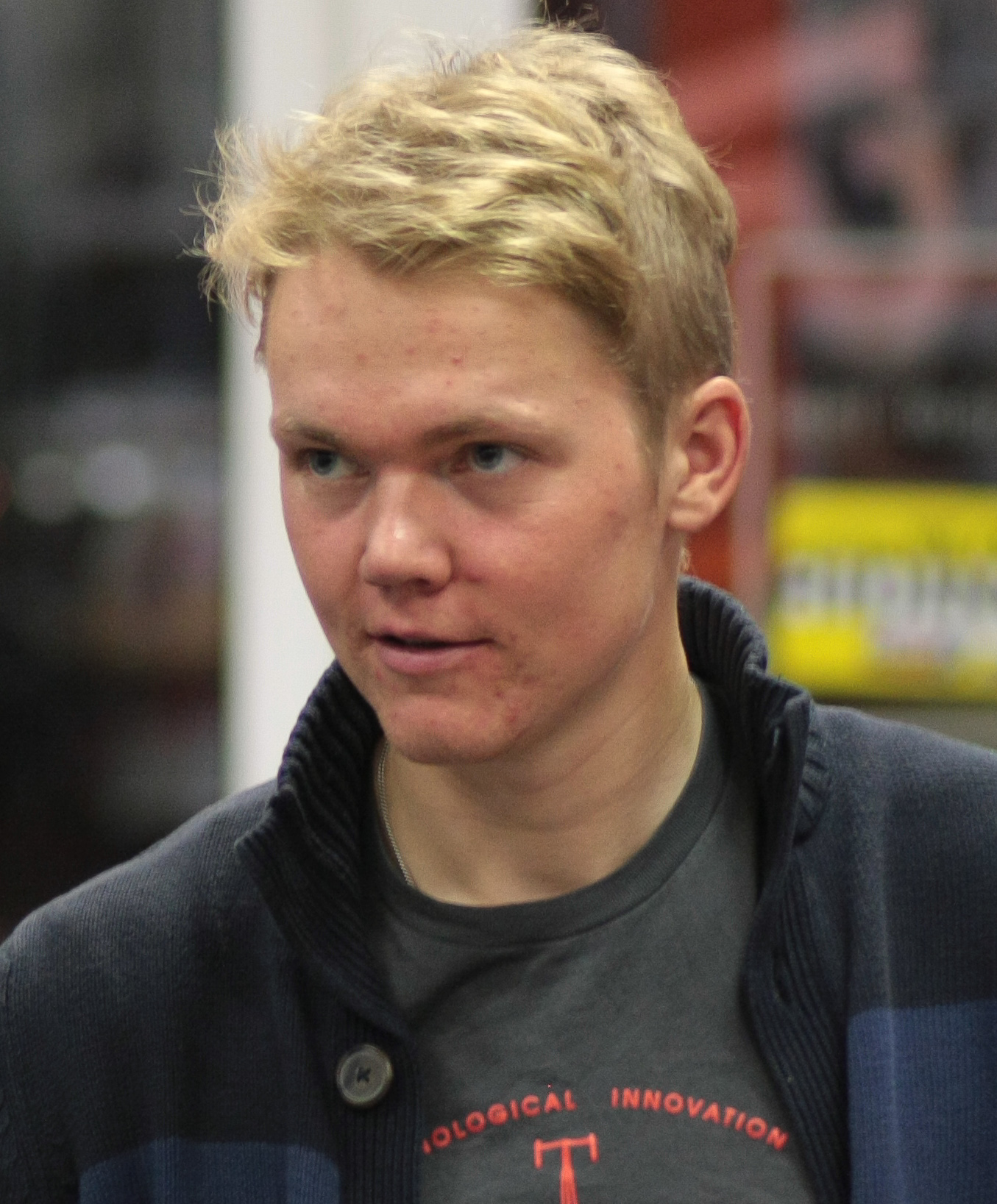
Toms Skujiņš a remporté à cinq reprises le prix.

Le prix du cycliste letton de l'année est une récompense attribuée chaque année depuis 2013 en Lettonie. Il est décerné à l'issue d'un vote comportant des fans, des représentants des médias, du Conseil de la Fédération lettone de cyclisme, du Conseil des entraîneurs de route, VTT et de BMX. 
Le prix porte le nom du pistard letton Dzintars Lācis.

## Palmarès
- 2013 Toms Skujiņš
- 2014 Māris Štrombergs
- 2015 Toms Skujiņš
- 2016 Gatis Smukulis et Vineta Pētersone
- 2017 Mārtiņš Blūms
- 2018 Toms Skujiņš
- 2019 Krists Neilands et Vanesa Buldinska
- 2020 Toms Skujiņš
- 2021 Mārtiņš Blūms
- 2022 Veronika Stūriška
- 2023 Toms Skujiņš et Veronika Stūriška
- 2024 Toms Skujiņš et Veronika Stūriška